# Nefoipsometro

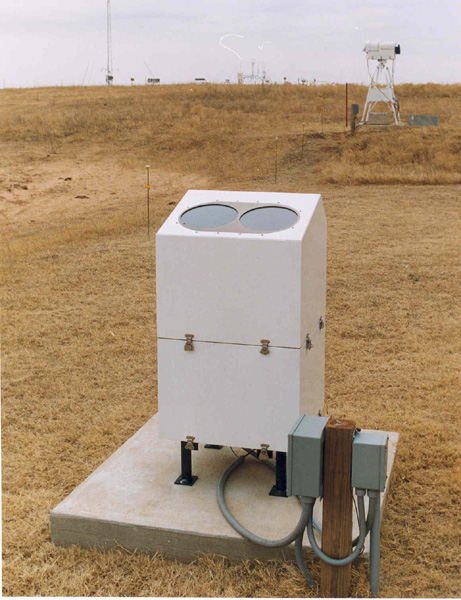
Nefoipsometro

Il nefoipsometro (detto anche cielometro, in inglese ceilometer) è uno strumento meteorologico atto alla misurazione dell'altezza degli strati nuvolosi, nonché la copertura nuvolosa del cielo (misurata in ottavi di unità).

## Nefoipsometro a tamburo ottico
Un nefoipsometro a tamburo ottico utilizza la triangolazione per determinare l'altezza di una macchia di luce proiettata sulla base della nube. Il dispositivo consiste essenzialmente in un proiettore rotante, un rivelatore, e un registratore (datalogger). Il proiettore emette un intenso fascio di luce verso il cielo con un angolo che varia con la rotazione. Il rivelatore, che si trova ad una distanza fissa dal proiettore, utilizza una cellula fotoelettrica che punta in verticale. Quando avverte il ritorno della luce proiettata dalla base delle nubi, lo strumento rileva l'angolo e il calcolo dà l'altezza delle nuvole.

## Nefoipsometro laser
Il nefoipsometro laser è costituito da un laser che emette brevi, ma potentissimi impulsi in direzione verticale, o prossima alla verticalità.
Lo strumento, attraverso appositi dispositivi di lettura, è in grado di ricevere ed eventualmente segnare informazioni precise sulla quantità di luce restituita da eventuali ostacoli gassosi come nubi, nebbie, foschie.
In base al tempo di ritorno della luce laser riflessa il dispositivo calcola l'altezza della base delle nubi, restituendo un risultato che può contemplare più strati nuvolosi.